# Jeff Beck Group
The Jeff Beck Group var et rockband, dannet i februar 1967. Deres enestående og nyskabende tilgang til heavy blues gjorde dem til et stilskabende band i de sene 1960'ere og tidlige 1970'ere.
Det oprindelige band bestod af Jeff Beck på guitar, Rod Stewart som forsanger, Ron Wood på bas og Aynsley Dunbar på trummer. Dunbar blev kort efter erstattet af Micky Waller. Den kendte studiemusiker, keyboardspilleren Nicky Hopkins kom med i 1968. Med denne bemanding (Beck, Stewart, Wood, og Hopkins), blev der indspillet to LP'er, hvoraf Micky Waller spillede trommer på den først og nytilkomne Tony Newman på den anden.
Derefter gik gruppen i opløsning, hvorefter Rod Stewart og Ron Wood sluttede sig til The Small Faces. De var også ved at gå i opløsning, fordi de havde mistet Steve Marriott. Da Rod og Ron var noget større af statur end resten af bandet, skiftede de navn til The Faces. Imens havde Jeff Beck planer om at slutte sig til den gamle rytmesektion fra Vanilla Fudge, Tim Bogert og Carmine Appice, men det gik i vasken, da han kørte galt og fik kvæstelser i hovedet. Bogert og Appice dannede i stedet Cactus. Efter at være kommet sig over sine kvæstelser, gendannede Beck gruppen med Bob Tench som sanger, Max Middleton på keyboards, Cozy Powell på trommer og Clive Chaman på bas. Bandet indspillede to LP'er, før de gik hver til sit.

## Efter opløsningen
Da bruddet var sket, sluttede Jeff Beck sig endelig til Tim Bogert og Carmine Appice, i bandet Beck, Bogert & Appice. De indspillede en studie-LP, som nåede Nr. 12 på Billboard i 1972, og derefter en live-plade. Mens de planlagde endnu et album, forlod Beck gruppen og slog sig igen sammen med Max Middleton. De udgav mest instrumental fusionsmusik, og havnede til sidst i techno.
Rod Stewart og Ron Wood havde moderat succes med The Faces, indtil Ronnie Lane blev erstattet med den japanske bassist Tetsu Yamauchi. Tetsu kunne ikke få arbejdstilladelse i Storbritannien, så bandet besluttede sig for at sige stop. Både Wood og Stewart gik solo, og Wood erstattede senere Mick Taylor i The Rolling Stones.
Cozy Powell kom med i Rainbow og spillede derefter i adskillige andre sammenhænge, før han havnede i Black Sabbath.

## Diskografi
- Truth, August, 1968, Epic Records
- Beck-Ola, Juni, 1969, Epic Records
- Rough and Ready, Oktober, 1971, Epic Records
- Jeff Beck Group, April, 1972, Epic Records